# ماركوس فينيسيوس لوبيز مورا
ماركوس فينيسيوس لوبيز مورا هو لاعب كرة قدم برازيلي ولد بتاريخ 23 فبراير 2001.

## مسيرته
بدا مسيرته الإحترافية في نادي جوفنتودي ثم إنتقل لنادي ريد بل براغانتينو.

## وصلات
ماركوس فينيسيوس لوبيز مورا على موقع قاعدة بيانات كرة القدم.إي يو (الإنجليزية)
- ماركوس فينيسيوس لوبيز مورا على موقع Soccerway.com (الإنجليزية)